# Castillo de Çimpe
El castillo de Çimpe (en turco otomano: جنبی‎, romanizado: Cinbi; en griego: Τζύμπη, romanizado: Tzympē) fue una fortificación medieval en la península de Galípoli en la Turquía moderna. Su sitio está ubicado a lo largo de Istanbul Caddesi entre Bolayir y Galípoli, dominando el punto más estrecho de la península.
Erigido por los bizantinos como Tzympe, tradicionalmente se creía que el castillo de Çimpe había caído en un ataque contra Solimán baja y 39 de sus guardias elegidos en 1356. Sin embargo, la erudición moderna sostiene que fue otorgado a los turcos otomanos por el emperador bizantino Juan VI Cantacuceno alrededor de 1352 para su uso durante su guerra contra su antiguo cargo y coemperador Juan V Paleólogo. Un gran terremoto en 1354 permitió que las fuerzas de Solimán se trasladaran de Çimpe a la fortaleza mucho más importante de Galípoli, que rápidamente reconstruyeron y fortificaron.
Aunque el castillo medieval ya no está en pie, su posición siguió siendo importante. El mismo tramo estrecho que dominaba, las «Líneas de Bulair», fue fortificado por los franceses e ingleses durante la guerra de Crimea; el X Cuerpo Turco durante la  primera guerra de los Balcanes; y el 5º ejército turco durante la campaña de Galípoli en la Primera Guerra Mundial.